# Cau doi
Câu đối (ordgrant "motstående fraser") är i vietnamesisk vers ett par av likartade meningar som knyts samman av vissa versregler. Den kinesiska motsvarigheten kallas duìlián 對聯. En vanlig engelsk benämning är "parallel couplets".

## Användningsområden
Câu đối är en versform som lämpar sig för rappa och pregnanta formuleringar. Ofta satte man upp vackert textade câu đối kring entréer, vid ceremonier och liknande. Särskilt har câu đối använts till:
- att sättas upp på bostäder och pagoder vid nyår.
- lyckönskningar vid bröllop och liknande.
- vid altare.
- vid favoritplatser.
- på vackra ställen.
- i talesätt.
- i verstävlingar och liknande.

## Versmåttet
De två raderna i câu đối är strängt parallella. De rimmar inte. De slutar på olika ton (jämn eller sned).
Raderna kan vara hur korta eller långa som helst, men bägge måste naturligtvis vara lika långa eftersom de är parallella. Om de är långa betraktas de som uppbyggda av flera avsnitt. Den sista stavelsen i varje avsnitt är reglerad med avseende på ton: alla avsnitt i en rad utom det sista slutar på samma ton (jämn eller sned); radens slutstavelse har den andra tonen. Den andra raden har rakt motsatt tonschema i dessa stavelser.
Om raderna är korta (under nio stavelser) behöver de inte betraktas som uppbyggda av avsnitt, men det förekommer ändå att så korta som fyrstaviga rader betraktas som byggda av 2+2 stavelser och alltså får tonschemat
(1) xs xj
(2) xj xs
eller tvärtom.
Rader (eller avsnitt) med 5 eller 7 stavelser behandlas ofta som Tangmetrik och tonväxlar enligt reglerna för sådan, till exempel:
(1) xjxs, jjs
(2) xsxj, ssj

## Exempel på câu đối
Först en câu đối som kan pryda en vacker plats. De sjustaviga raderna följer Tangmetrikens regler enligt schemat ovan.
Giơ tay với thử trời cao thấp.

Xoạc cẳng đo xem đất vắn dài.

Sträck upp handen och känn hur hög eller låg himlen är.

Kliv på med benen och mät hur långt eller kort det är på marken.
Ännu en som följer Tangmetrikens regler:
Áo đỏ lấm phân trâu.

Dù xanh che đái ngựa.

Röd skjorta över buffelskiten.

Blått skynke på hästpisset.
Och slutligen en nyårsvers. Raderna har tre avsnitt. Det sista avsnittet är sju stavelser långt men följer inte Tangmetrikens regler, utan endast orden med fetstil är tonreglerade.
Chiều ba mươi, nợ hỏi tít mù, co cẳng đạp thằng Bần ra cửa.

Sáng mồng một, rượu say tuý lý, giơ tay bồng ông Phúc vào nhà.

På nyårsaftons kväll | betalas gamla skulder överallt | vi spänner benet och sparkar ut gossen Fattigdom genom dörren.

På nyårsdagens morgon | är vi alla fulla som kajor | vi lyfter armarna och bär in herr Rikedom i huset.